# In my defens God me defend

Les armes royales du Royaume-Uni employées en Écosse, avec la devise nationale In My Defens God Me Defend raccourcie en IN DEFENS, et la devise de l'ordre du chardon Nemo me impune lacessit.

In my defens God me defend est la devise nationale de l'Écosse. Elle est en scots et sa traduction en français est « Pour ma défense, que Dieu me défende ». Sur les armes royales du Royaume-Uni la devise est raccourcie en IN DEFENS en gueules sur listel d'argent tenu par un lion de gueules.